# Charaxes candida
Charaxes candida är en fjärilsart som beskrevs av Van Son 1953. Charaxes candida ingår i släktet Charaxes och familjen praktfjärilar. Inga underarter finns listade i Catalogue of Life.